# Age of Empires II: The Conquerors
Age of Empires II: The Conquerors o Age of Empires II: The Conquerors Expansión (abreviado AoC o simplemente Conquerors) es la primera expansión del videojuego de estrategia en tiempo real (RTS) de 1999 Age of Empires II: The Age of Kings, para ordenadores, desarrollado en sus inicios por Ensemble Studios y publicado por Microsoft Game Studios para las plataformas Microsoft Windows y Mac OS X. Fue lanzado el 24 de agosto de 2000.
Age of Empires II: The Conquerors inicia en el mismo contexto histórico que su predecesor, pero da un pequeño paso más en la historia al ampliar la dinámica y las posibilidades del juego. Mantiene el mismo guion en su desarrollo tanto económico como militar, no obstante introduce algunas mejoras en la IA de algunas unidades que ayudan a tener más tiempo para plantear una estrategia, introduce 5 nuevas civilizaciones, que por primera vez son mesoamericanas que son los mayas y aztecas, además de las civilizaciones españoles, hunos y coreanos, 11 nuevas unidades, 4 nuevas campañas que una de ellas es un nuevo tipo de campaña en que cada escenario está relacionado con una batalla histórica de manera independiente, 27 tecnologías nuevas, nuevos modos de juego, nuevos mapas, etc. Globalmente, se puede decir que en un ámbito conceptual extiende el marco cronológico de su antecesor hacia la Antigüedad tardía por un lado, y el siglo XVI por el otro.
Una remasterización del juego original desarrollado por Skybox Labs, Hidden Path Entertainment y Forgotten Empires, llamado Age of Empires II: HD Edition fue lanzado el 10 de abril de 2013, combina tanto la versión original Age of Empires II: The Age of Kings como la primera expansión Age of Empires II: The Conquerors en un solo juego, aparte de muchas más novedades, etc. Más tarde el 7 de noviembre de 2013 se introduce una segunda expansión como sucesora llamado Age of Empires II: The Forgotten, desarrollado en conjunto por Skybox Labs y Forgotten Empires, y publicado por Microsoft Studios. Después el 5 de noviembre de 2015 lanzaron una tercera expansión que se llama Age of Empires II: The African Kingdoms, desarrollado igual por Skybox Labs y Forgotten Empires, y publicado por Microsoft Studios. El 19 de diciembre de 2016 se lanzó una cuarta expansión llamado Age of Empires II: Rise of the Rajas, desarrollado igual por Skybox Labs y Forgotten Empires, y publicado por Microsoft Studios. El 14 de noviembre de 2019 se lanzó una remasterización definitiva llamado Age of Empires II: Definitive Edition, que combina tanto Age of Empires II: HD Edition como todas sus expansiones, y trae incluido de serie una expansión que se llama The Last Khans, muchas más novedades, etc. El 26 de enero de 2021 lanzaron la primera expansión "aparte" del Age of Empires II: Definitive Edition y en total la sexta expansión Age of Empires II: Definitive Edition - Lords of the West. El 10 de agosto de 2021 se lanzó la segunda expansión "aparte" del Age of Empires II: Definitive Edition y en total la séptima expansión Age of Empires II: Definitive Edition - Dawn of the Dukes.

## Antecedentes

### Lanzamiento
Age of Empires II: The Conquerors es la cuarta entrega de la saga Age of Empires.
Ensemble Studios lanzó varios parches antes de su lanzamiento oficial, el último parche que lanzó fue el 1.0c que arreglaba muchos bugs y balanceaba unidades. Antes de eso, existieron infinidad de parches, tanto oficiales como no oficiales, el 1.0b que hacía que las torres de bombardeo fueran capaces de destruir los arietes más fácilmente. Después de arduo trabajo, ascendieron a crear parches que engañaran, estos parches fueron lanzados para parar a los programas que hacían trampa, pero no había cambio alguno en el juego en sí. Finalmente, después de todo, Ensemble Studios decidió sacar por fin la versión oficial del juego, el 24 de agosto de 2000.

## Nuevas características y novedades
Age of Empires II: The Conquerors sostiene el mismo modo de juego que su predecesor, pero con más mejoras en cuanto a sus edificaciones, soldados, IA, etc. Con las 13 civilizaciones del Age of Empires II: The Age of Kings, más 5 nuevas civilizaciones de la expansión para escoger y comandarː hunos, aztecas, mayas, coreanos y españoles. Las civilizaciones cuentan con especialidades, bonificaciones, unidades únicas, tecnologías únicas, bonificación de equipo, maravilla, estilo arquitectónico, lenguaje de las unidades, y disponibilidad en el árbol de tecnologías. Muchos basados en su contraparte histórica y algunos en el balanceo.
- Colas de granjas: ahora en el molino existe un botón para poner granjas en cola. De esta manera, al terminarse una, los aldeanos la replantarán automáticamente. Existe un límite de 15 granjas en la cola, aunque es bien sabido el error en el juego el cual es que al poner pausa (F3) se pueden ordenar muchas granjas más, truco que por razones complejas no funciona en partidas multijugador en línea.
- Aldeanos más inteligentes: ahora, al construir un campamento minero cerca del oro o la piedra, recogerán automáticamente sin necesidad de ordenárselo. Lo mismo ocurre con la madera y el alimento.
- La IA de las catapultas y sus mejoras, haciendo que sea más difícil que ataquen a unidades enemigas habiendo unidades del jugador peleando con ellas (lo cual provocaba que el daño fuese recibido tanto por unidades enemigas como propias).
- En la galería de tiro con arco hay dos nuevas tecnologías: la dactilera y la tácticas de los partos.
- El piquero, el guerrero águila y la caballería ligera tienen una mejora más en la Edad Imperial: el alabardero, el guerrero águila de élite y el húsar, respectivamente.
- Nueva unidad disponible en el castillo para todas las civilizaciones: el petardo. Es una unidad que se autodestruye al chocarse contra una unidad o un edificio, similarmente al buque de demolición, con la diferencia de que es una unidad terrestre.
- 5 nuevas civilizaciones, introducidas para dar un paso más a la historia: los hunos, coreanos, aztecas, mayas y españoles.
- Aparición de tecnologías únicas: a cada civilización se le añade una tecnología única, solo disponible en la Edad Imperial (con la excepción de los godos, que tienen dos tecnologías únicas, una de ellas en la Edad de los Castillos y la otra en la Edad Imperial), que se desarrolla en el castillo, referenciadas con su contexto histórico.
- 4 nuevas campañas, tres para las nuevas civilizaciones del juego, Moctezuma, de los aztecas, Atila el Huno, de los hunos, y El Cid, de los españoles. Además, se agregan las campañas de su predecesor, Age of Empires II: The Age of Kings. También se agrega una campaña llamada Batallas de los conquistadores, con una serie de escenarios que son batallas históricas la cual es una pequeña reseña de grandes héroes y eventos de cada civilización.
- Los héroes se curan o regeneran sus puntos de resistencia automáticamente en un ritmo constante, y ya no pueden ser convertidos por los monjes.

Nota: para poder jugar a Age of Empires II: The Conquerors es necesario tener ya instalado el Age of Empires II: The Age of Kings. Además de los requisitos de instalación del juego: Pentium 166 MHz CPU, 32 MB RAM, 100 MB de espacio libre en el disco duro.

## Multijugador
En junio de 2006, la sección de MSN Gaming Zone en el CD-ROM cerró el servidor para jugadores de Age of Empires. Esto generó que otros servidores de forma pirata del Age of Empires II: The Conquerors abrieran partidas alrededor del mundo. Microsoft realizaba oficialmente sus partidas por medio de GameSpy Arcade (AOE Página original). Por ejemplo, por razones técnicas, muchos jugadores chinos jugaban en la red CGA, usualmente alrededor de 6000 jugadores en línea al mismo tiempo. Los usuarios hoy en día juegan a Age of Empires II: HD Edition en servidores de Steam, y a Age of Empires II: Definitive Edition en servidores de Windows 10 y en servidores de Steam.

## Campañas
Age of Empires II: The Conquerors agrega 4 nuevas campañas adicionales para un jugador. Están basadas en su contexto histórico:
- Atila el huno: narra el aumento de poder del caudillo de los hunos y su lucha contra un decadente Imperio romano.
  1. El Azote de Dios.
  2. La gran marcha.
  3. Las murallas de Constantinopla.
  4. Esponsales bárbaros.
  5. Los Campos Cataláunicos.
  6. La caída de Roma.
- El Cid: las aventuras del caballero Rodrigo Díaz de Vivar en la España medieval y sus enfrentamientos con musulmanes y cristianos.
  1. Hermano contra hermano.
  2. El enemigo de mi enemigo.
  3. El exilio del Cid.
  4. La Guardia negra.
  5. Rey de Valencia.
  6. Reconquista.
- Moctezuma: campaña que comprende la lucha del Imperio azteca contra sus invasores españoles.
  1. Reinado sangriento.
  2. La Triple Alianza.
  3. Quetzalcoátl.
  4. La Noche Triste.
  5. El lago en ebullición.
  6. Lanzas rotas.
- Batallas de los conquistadores: una serie de ocho significativas batallas históricas planteadas como escenarios independientes entre sí.
  1. Tours: entre los árabes (sarracenos), y los francos (732).
  2. Vindlandsaga: las exploraciones vikingas de Erik el Rojo en el Atlántico Norte (1000).
  3. Hastings: entre la Inglaterra Anglosajona y Normandía (1066).
  4. Manzikert: entre los selyúcidas y el Imperio Bizantino (1071).
  5. Agincourt: entre las tropas inglesas de Enrique V y los franceses (1415).
  6. Lepanto: entre la Santa Liga y el Imperio Otomano (1571).
  7. Kioto: que cuenta la batalla de Yamazaki entre las tropas de Oda Nobunaga y las tropas de Toyotomi Hideyoshi (1582).
  8. Noryang: entre la dinastía Joseon y la dinastía de Hideyoshi (1598).

- Escenario oculto: es un escenario oculto en el disco de la expansión Age of empires II: The Conquerors (no se puede jugar de manera legal).

1. La Sublevación Sajona: los sajones se rebelan una vez más y luchan contra el ejército de Carlomagno (782).

Nota: el escenario oculto La Sublevación Sajona no fue hecho por Microsoft, fue creado por Andreas Marscheider (conocido como aMa), el ganador del Concurso de escenarios Charlemagne de Microsoft, y por eso lo agregaron al disco pero no es jugable de manera legal, solo moviendo unos archivos del escenario.

## Civilizaciones
La expansión agrega 5 nuevas civilizaciones, dos de ellas acompañadas de un nuevo estilo arquitectónico del Nuevo Mundo. Los españoles de la Europa Occidental, los hunos de la Europa Oriental y los coreanos del Lejano Oriente:
| Civilización y especialidades                 | Bonificaciones y bonificación de equipo | Unidades únicas                                                        | Tecnología única                                                                                                 |
| --------------------------------------------- | --- | ---------------------------------------------------------------------- | --- |
| Aztecas. Civilización de infantería y monjes. | Aldeanos llevan +3; unidades militares creadas un 11% más rápido; monjes +5 puntos de resistencia por cada tecnología de monasterio; reliquias generan +33% de oro. | Guerrero jaguar (infantería).                                          | Guerras florales (+4 puntos de ataque para infantería).                                                          |
| Coreanos. Civilización naval y de torres.     | Aldeanos +2 LDV; canteros trabajan un 20% más rápido; mejoras de torres y armadura de arqueros gratis (torre de bombardeo requiere química); Arqueros e infantería cuestan 50% menos madera y los barcos de guerra cuestan 20% menos madera.                                                  | Carreta de guerra (arquero a caballo) y barco tortuga (naval).         | Shinkichon (Carreta de Cohetes y Barco Tortuga + de alcance y disparan proyectiles adicionales).                 |
| Españoles. Civilización de pólvora y monjes.  | Constructores trabajan un 30% más rápido; mejoras de herrería no cuestan oro; galeones artillados se benefician de la balística (mayor velocidad y precisión al disparar); Cada tecnología desarrollada da 20 unidades extra de oro; unidades comerciales generan +25% de oro.                | Conquistador (unidad de pólvora) y misionero (monje montado en burro). | Supremacía (aldeanos son mejores combatientes).                                                                  |
| Hunos. Civilización de caballería.            | No necesitan casas pero comienzan con -100 de madera; trebuchet +30% de puntería; arqueros a caballo cuestan -10% en la Edad de los Castillos, -20% en la Edad Imperial; establos trabajan un 20% más rápido. En mapas nomadas obtienen un Caballo Huno al construir el primer Centro Urbano. | Tarcano (caballería).                                                  | Ateísmo (victorias por maravillas o reliquias tardan 100 años más), Reliquias del enemigo generan 50% menos oro. |
| Mayas. Civilización de arqueros.              | Comienzan con un aldeano más pero -50 de comida; recursos duran un 15% más; arqueros cuestan un 10% menos en la Edad Feudal, un 20% menos en la Edad de los Castillos, un 30% menos en la Edad Imperial; muros cuestan -50%.                                                                  | Arquero de plumas (arquero).                                           | El Dorado (guerreros águila tienen +40 puntos de resistencia).                                                   |

## Unidades

### Civiles
En la expansión del juego los aldeanos conservan las mismas habilidades que su predecesor Age of Empires II: The Age of Kings, sin embargo, los aldeanos disponen mejoras de IA como el colectar recursos directamente al terminar de construir un edificio de recolección o coordinarse automáticamente para construir más rápidamente un muro o empalizada.
También son más resistentes frente a un ataque enemigo.

### Militares
La expansión conserva el mismo funcionamiento de las unidades empleadas en Age of Empires II: The Age of Kings. Además de las nuevas unidades únicas de las nuevas civilizaciones, también incorpora algunas unidades genéricas nuevas:
- Para las civilizaciones americanas: aztecas y mayas, aparecen los guerreros águila, excelentes guerreros que se mueven rápido y tienen un gran campo visual.
- Alabardero: piqueros aún más fuertes.
- Húsar: caballería ligera aún más fuerte.
- Petardo: unidad de demolición terrestre armado con explosivos.

## Edificios

### Maravillas

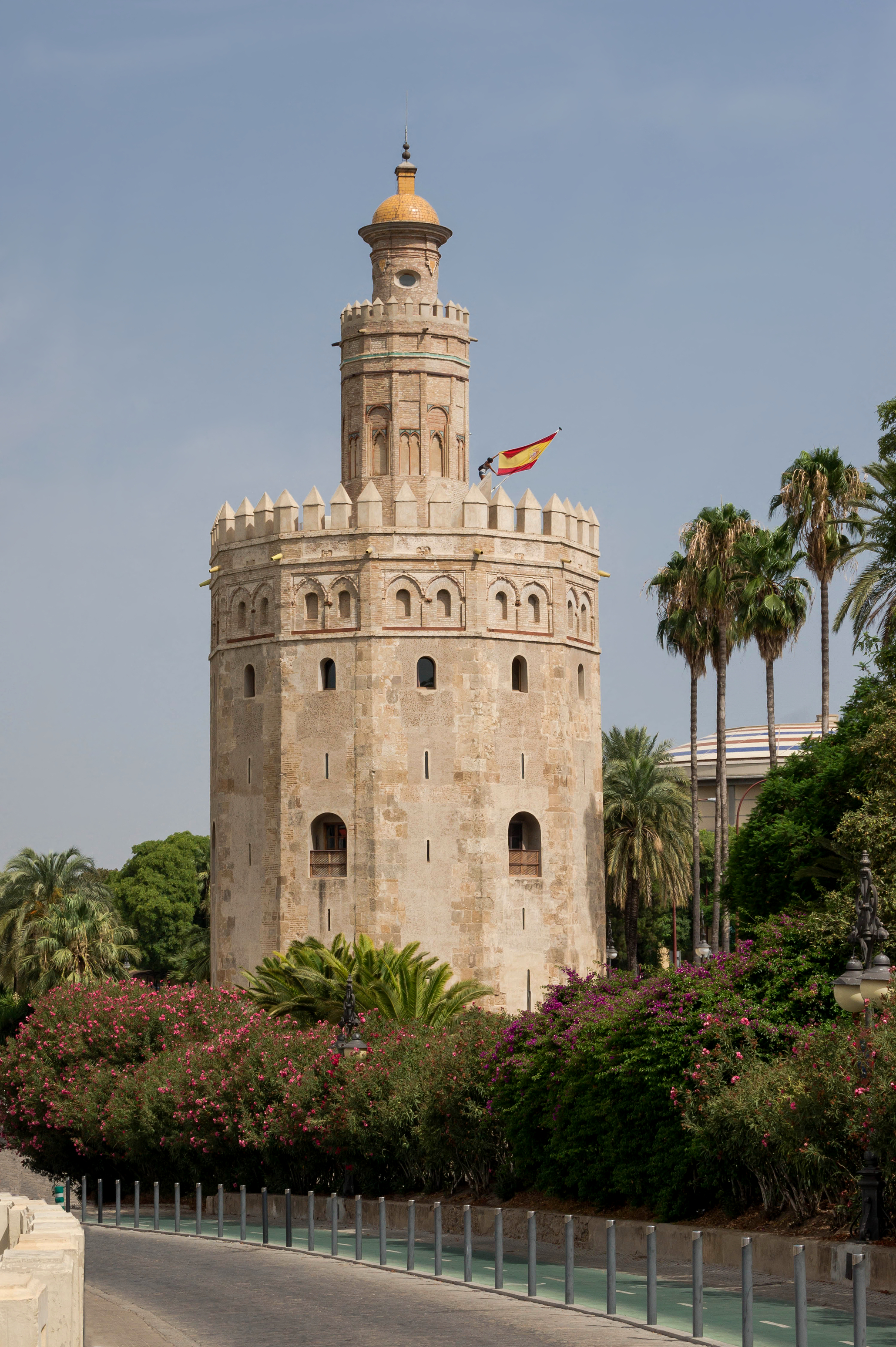
La Torre del Oro de Sevilla representa a los españoles.

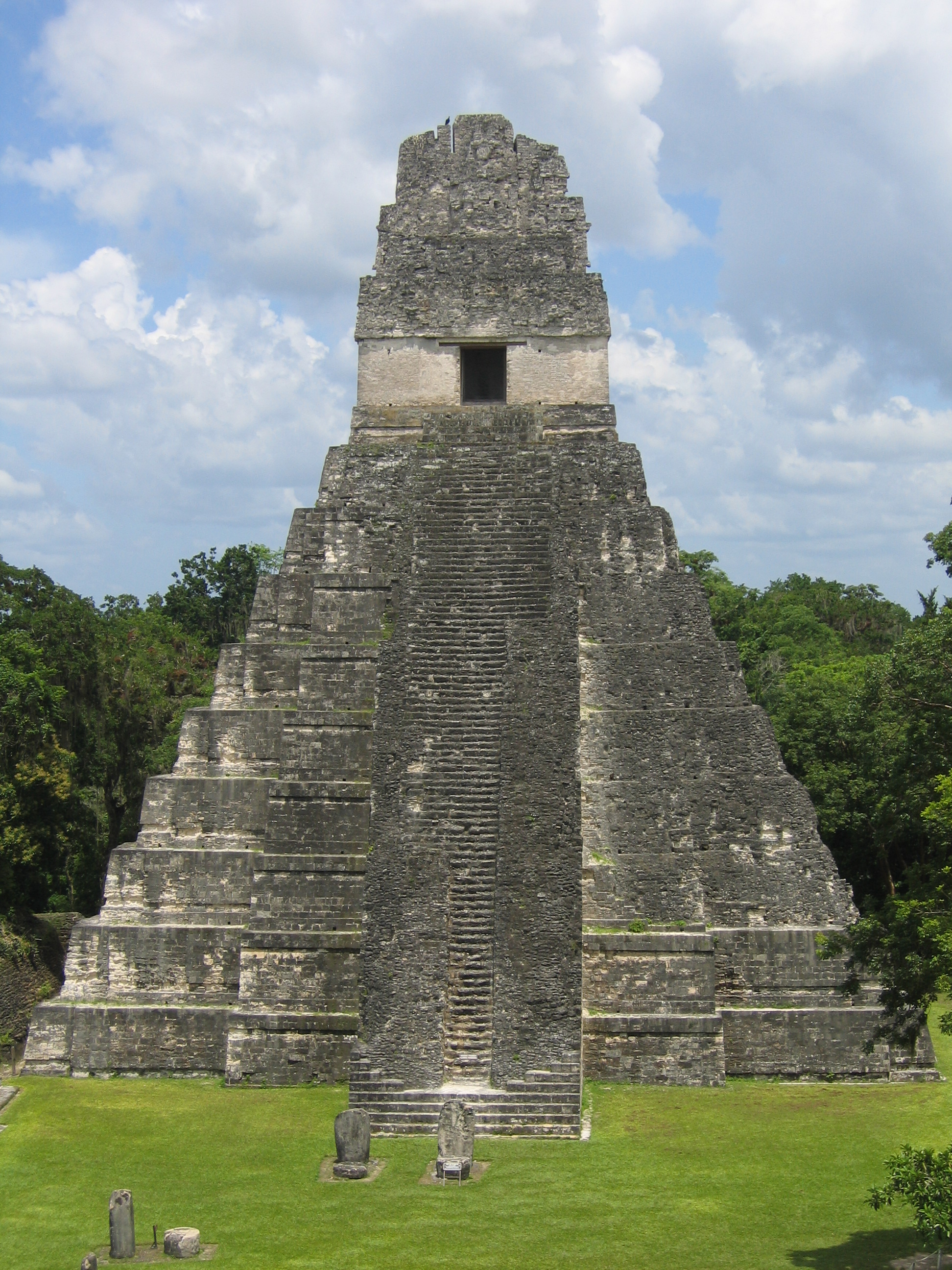
El Templo del Gran Jaguar, en Tikal, es la maravilla que representa a los mayas.

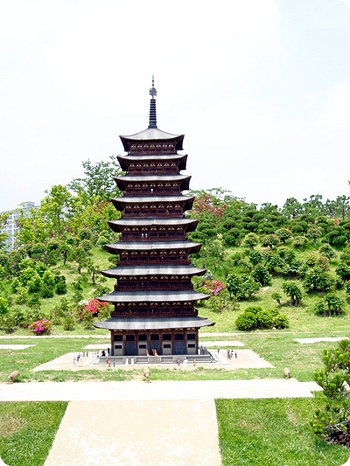
La pagoda de Hwangnyongsa representa a los coreanos.

Las maravillas son edificios emblemáticos, grandes construcciones que ensalzan el espíritu de quienes las contemplan y muestran al mundo el esplendor de su civilización. En ciertas condiciones, permiten ganar una partida al ser defendidas durante un cierto tiempo o ser el primer jugador que la construya primero. Todas se basan en edificios reales.
| Civilización | Maravilla                      |
| ------------ | ------------------------------ |
| Aztecas.     | Templo Mayor.                  |
| Coreanos.    | Hwangnyongsa.                  |
| Españoles.   | Torre del Oro.                 |
| Hunos.       | Arco de Constantino en ruinas. |
| Mayas.       | Templo de Tikal.               |

- Intentando representar la desaparecida pagoda, es en realidad una reproducción de la pagoda Senō-Ji, en Tokio.

## Tecnologías
La expansión agrega 27 tecnologías nuevas que complementan las ya existentes en Age of Empires II: The Age of Kings. Al igual que en la versión anterior, estas pueden desarrollarse en las construcciones.
Aparecen nuevas tecnologías genéricas y por primera vez tecnologías únicas (excepto los godos) y una bonificación de equipo para cada civilización. Cada civilización cuenta con una tecnología única (los godos disponen de dos tecnologías únicas) que se desarrolla en el castillo a partir de la Edad Imperial.
A continuación de todas las tecnologías nuevas, se muestran las 10 tecnologías genéricas (las tecnologías únicas no se incluyen) que agrega esta primera expansión:
| Edificio                  | Tecnología                | Supone que... |
| ------------------------- | ------------------------- | --- |
| Establo.                  | Pureza de sangre.         | Aumenta las defensas de la caballería.                                                                              |
| Establo.                  | Húsar.                    | Mejora de la caballería ligera.                                                                                     |
| Cuarteles.                | Alabarderos.              | Mejora de los piqueros.                                                                                             |
| Cuarteles.                | Guerrero águila de élite. | Mejora del guerrero águila.                                                                                         |
| Mercado.                  | Caravana.                 | Aumenta la velocidad de las unidades comerciales.                                                                   |
| Monasterio.               | Hierbas medicinales.      | Las unidades se curan más rápidamente cuando están guarecidas.                                                      |
| Monasterio.               | Herejía.                  | Las unidades conversas mueren y no sirven al enemigo.                                                               |
| Monasterio.               | Teocracia.                | Cuando varios monjes convierten una unidad enemiga, solo uno de ellos pierde su fe.                                 |
| Galería de tiro con arco. | Tácticas de los partos.   | Mejora el ataque y las defensas de los arqueros a caballo, y el ataque de las unidades únicas de arqueros montados. |
| Galería de tiro con arco. | Dactilera.                | Aumenta la puntería de los arqueros.                                                                                |
| Castillos.                | Tecnología única.         | Una tecnología específica para cada civilización.                                                                   |

## Entorno gráfico
En la expansión del juego se conserva la misma interfaz gráfica de uso del juego y la generación de mapas aleatorios. Por otro lado, en el juego se incluyó nuevas ambientaciones en los mapas aleatorios. El juego incluye escenarios que están basados en algunas regiones del mundo, como son: las islas británicas, Escandinavia, Francia, península ibérica, Italia, Asia Menor, Japón, Yucatán y Texas. Cada región presenta diferentes características. Por ejemplo: en el escenario de Texas contiene un entorno árido con pocos árboles, sin embargo, el mapa tiene una buena cantidad de oro.

## Sonido
El disco de la expansión mezclaba documentos y pistas de audio del CD. La pista 1 aparecía en la pista de datos, mientras que la pista 2 era una pista de sonido como un CD audio. Junto con Gracenote, la llamó "Subotai Defeats The Knights Templar" y si este archivo es abierto desde la versión de Mac del juego en QuickTime, sin embargo el nombre del archivo es Music1.mp3, el nombre mostrado en la barra del título de la ventana es "Subotai Defeats The Knights Templar". Tal como en la versión PC, el archivo es demasiado largo y usa pequeñas transiciones para separar las pistas. La última es de 38 minutos y 48 segundos. El Age of Empires edición Colección Pistas de sonido, la lista de pistas dan un aspecto de individualidad con sus propios nombres. Las pistas están compuestas por Stephen Rippy and Kevin McMullan.
Éstas son las pistas que aparecían en la parte de audio en el CD de la expansión. Las pistas no están separadas, pero en vez de una larga pista con transiciones flotantes. Algunas de las pistas son mejoradas en el CD de "More Music From The Ages", no obstante éstas son casi siempre disponibles en premios de Ensemble Studios. En Age of Empires II: HD Edition están todas las pistas de sonido de ésta expansión y también las pistas de sonido de AOK. En Age of Empires II: Definitive Edition toda la banda sonora de la expansión y de AOK están remasterizadas.
1. "Pork Parts" (3:06).
2. "Pudding Pie" (3:15).
3. "Tide Me Over Warm 'em Ups" (2:51).
4. "Voodoodoodoo" (2:55).
5. "The Bovinian Derivative" (3:10).
6. "Case in Point: Paste" (2:58).
7. "Mountain Lie On / Seamus and Chamois" (3:24).
8. "Subotai Defeats the Knights Templar" (3:03).
9. "Roi-r! / Basura! Basura!" (2:42).
10. "Neep Ninny-Bod" (3:16).

## Recepción y crítica
Al lograr su lanzamiento, Age of Empires II: The Conquerors recibió críticas muy positivas por el mejoramiento gráfico y la inteligencia artificial a comparación de su predecesor, Age of Empires II: The Age of Kings. Algunas revistas de videojuegos han dado calificaciones más altas de las que se esperaban, su predecesor superó las expectativas, también este lo hizo. Prácticamente recibió las mismas críticas que su predecesor. En GameRankings recibió una puntuación de 88% y en Metacritic recibió una puntuación también de 88%.